# Uomo al bagno
Uomo al bagno (Homme au bain) è un dipinto a olio su tela (144,8x114,3 cm) realizzato nel 1884 dal pittore impressionista Gustave Caillebotte e conservato nel Museum of Fine Arts di Boston. 
Il dipinto è compagno di Uomo che si asciuga la gamba (Homme s'essuyant la jambe), dipinto da Caillebotte nello stesso anno. 

## Descrizione
Il quadro rappresenta un uomo nudo che dà le spalle allo spettatore mentre si asciuga con un telo dopo essere appena uscito da una vasca da bagno di metallo nell'angolo della stanza. I suoi vestiti sono piegati e riposti su una sedia di legno, a cui sono appoggiati anche i suoi stivali. Ai suoi piedi giace un telo bagnato che il soggetto ha già utilizzato, mentre sul pezzo di pavimento che lo separano dalla vasca si possono vedere le impronte dei suoi piedi bagnati.

## Analisi e storia
Nel 1884 Caillebotte aveva già dipinto diversi ritratti realistici di uomini e donne comuni immersi nella loro realtà domestica o lavorativa. Così ne I piallatori di parquet, anche in questa tela l'artista rappresenta il corpo maschile senza idealizzazioni accademiche o eroiche. I nudi maschili, al contrario di quelli femminili, sono soggetti piuttosto rari per i pittori impressionisti e il tema delle abluzioni personali sono di  solito associati ai soggetti femminili (spesso prostitute), come nel caso di Donna al bagno, Donna che fa il bagno e Dopo il bagno.
Questa rappresentazione inusuale e vulnerabile del corpo maschile rese l'opera controversa sin dalla sua prima apparizione davanti al pubblico. Caillebotte dipinse il quadro nel 1884 e nel 1888 fu esposto nella galleria dei Les XX a Bruxelles. Il quadro si dimostrò controverso e fu spostato dalla sala principale a una privata a cui il grande pubblico non poteva avere accesso. L'opera rimase nelle mani dell'autore e poi dei suoi eredi. Nel 2011, quando il Museum of Fine Arts decise di acquistare il quadro, anche il museo di Boston ebbe difficoltà a raccogliere i fondi per l'acquisto, dato che i benefattori del museo non avrebbero donato i fondi per acquistare un quadro del genere. Il museo quindi vendette otto quadri per poter pagare i diciassette milioni di dollari richiesti per l'opera di Caillebotte, tra cui opere di Pissarro, Gauguin, Monet e Renoir.